# Mae Klong
El río Mae Klong (en tailandés: แม่กลอง) es un río costero asiático que discurre por la parte centrooccidental de Tailandia y desagua en el golfo de Tailandia.

## Geografía
Con una longitud de 132 km, se forma por la confluencia del río Kwai (Khwae Noi o Kwai Sai Yoke) (de 150 km) y del Kwai Yai (o Kwai Si Sawasdi) (de 380 km) en Kanchanaburi; atraviesa la provincia de Ratchaburi y acaba desembocando en el golfo de Tailandia en Samut Songkhram, en la provincia del mismo nombre.
En los años 1960, el curso superior del río, por encima de Kanchanaburi, fue renombrado como Khwae Yai ((en tailandés: แควใหญ่, lit. 'gran afluente'), porque el famoso puente del río Kwai atravesaba el Mae Klong y no el Kwaï (Khwae Noi). El origen del Mae Klong se encuentra en el parque nacional de Khuean Srinagarindra, en el norte de la provincia de Kanchanaburi.

## Historia
Como el valle del río Tha Chin, el valle de la Mae Klong fue un centro religioso y político de la cultura de Dvaravati (siglos VI-IX).

## Del veneno en el agua
El Mae Klong no es  sólo el río que sostiene la agricultura sino que sirve también a parte de la economía de la región. En Kanchanaburi, numerosas fábricas azucareras construidas cerca del río arrojan en él sus residuos. 
Durante los años 1930-1940, la situación  fue peor aún, las fábricas utilizaban el río como vertedero hasta que el agua que por él fluía adquirió un color marrón cada vez más oscuro. Esta contaminación poco a poco afectó a los animales acuáticos y a la vida de la vida de este río desapareció.
Antaño, los ribereños que vivían cerca del río tenían actividades relacionadas con el río, como lavar su ropa, lavar la vajilla, etc. Utilizaban el río sin pensar en que pudieran tener problemas para realizar sus actividades. Luego, el hedor de los residuos era tan fuerte en algunas zonas de Ratchaburi que los ribereños se expatriaron.
Por eso actualmente todas las provincias ribereñas están haciendo grandes esfuerzos para luchar contra la contaminación del Mae Klong. Las fábricas tienen que filtrar y purificar el agua antes de devolverla en el río.
- Datos: Q1194112
- Multimedia: Mae Klong / Q1194112